# Parque natural de la Universidad Hebrea de Jerusalén
El Parque natural de la Universidad Hebrea de Jerusalén (en hebreo: שדרות טבע וגלריות) es un museo a cielo abierto localizado en el campus de ciencias Edmund J. Safra de dicha institución, en la ciudad de Jerusalén en Israel.

## Historia

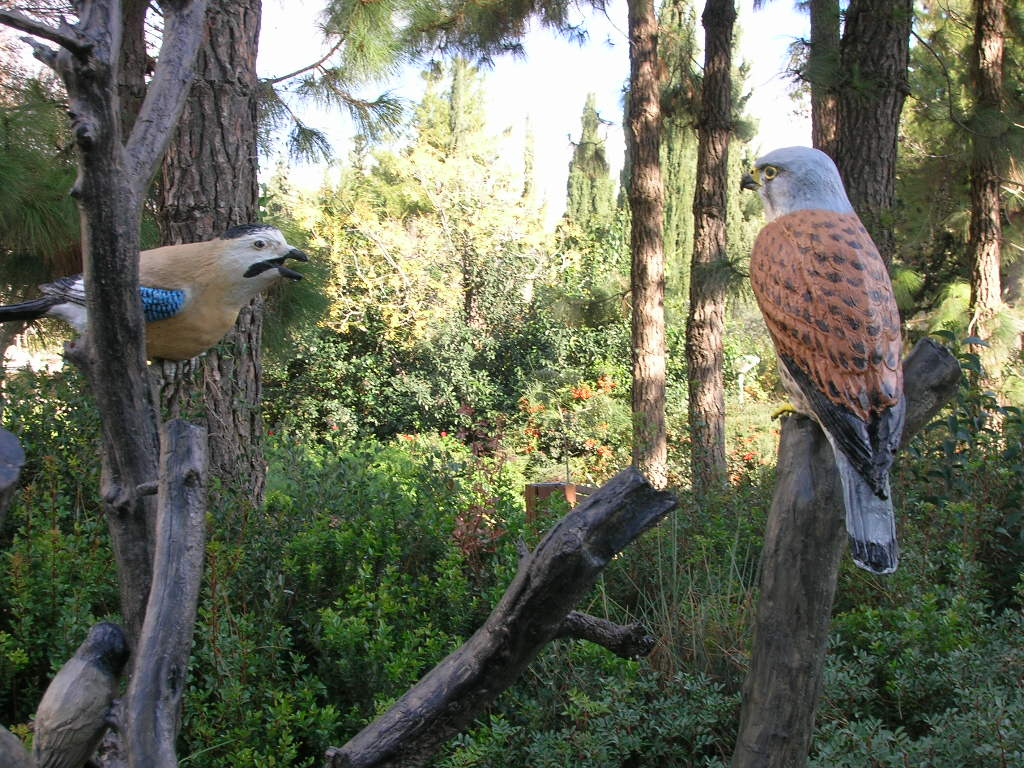
Parte de la sección de aves en el parque.

Fue creado en el año 2003. En un principio los visitantes eran guiados por estudiantes de la universidad, pero más adelante fue permitido el libre tránsito dentro de las instalaciones. Es un museo gratuito que reúne fondos desde una división de la Universidad Hebrea de Jerusalén.
Los recorridos eran guiados por personal de la universidad, de aproximadamente una hora de duración. Entre las actividades del recorrido se incluyeron demostraciones, talleres y paseos. En el campus se alberga material de la Colección de Historia Natural de Israel, la Biblioteca Nacional de Israel y el Archivo Albert Einstein. Desde 2013 el museo decidió otorgar acceso gratuito y sin personal para orientarlos, el visitante cuenta con mapas, libros de guía y aplicaciones móviles.
El museo ha publicado varias investigaciones y material de divulgación como:
- Releasing the Flow of University Ideas de Jeff Camhi, publicado en 2013[5]
- Pathways for communicating about objects on guided tours de Jeff Camhi, publicado en 2008[6]
- Accessing and incorporating visitors’ entrance narratives in guided museum tours de Dina Tsybulskaya y Jeff Camhi, publicado en 2009[7]

## Exhibiciones

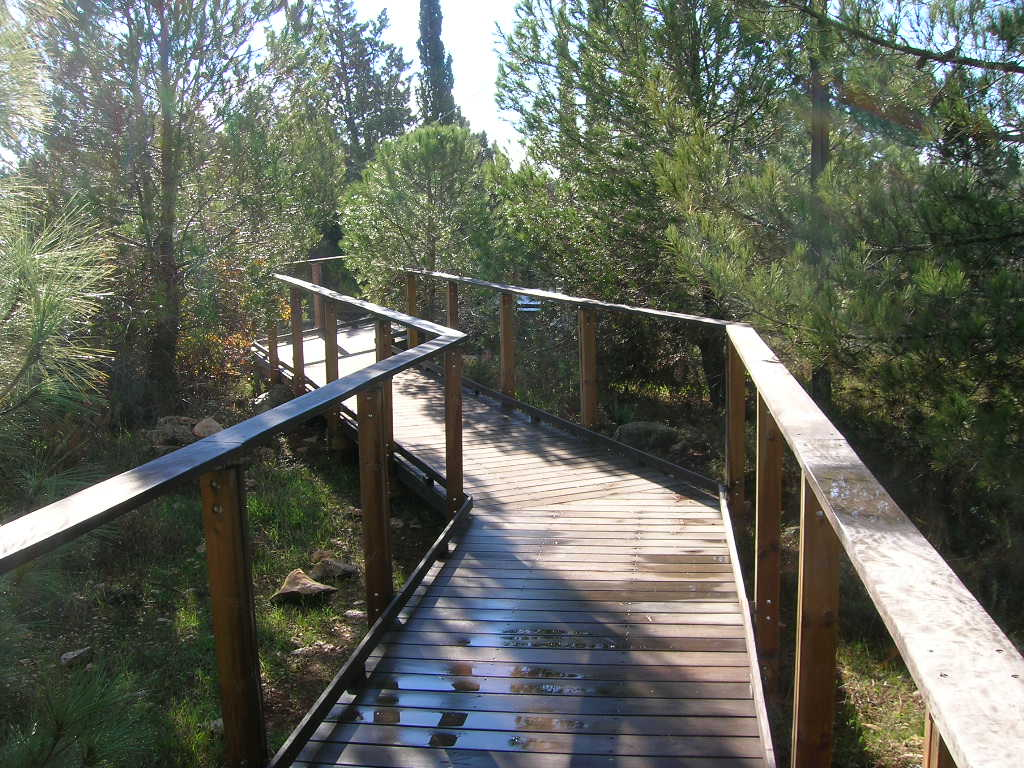
Puente de madera dentro del bosque.

El museo ha implementado secciones permanentes a través del campus como:
- El jardín de la evolución de las plantas

Es un jardín con un recorrido que cubre 500 millones de años de historia de las plantas en la Tierra. Se pueden apreciar plantas reales que ilustran cada paso de la historia.
- El camino de la migración de las aves

En esta sección 50 aves esculpidas en bronce y pintadas de manera realista rodean una variedad de jardines en el campus, fueron creación del artista israelí Roi Shinar. Las 50 aves están distribuidas en cuatro secciones, de acuerdo a la temporada de migración: de Europa a Asia, de la primavera a África, de otoño a Eurasia y aves de residencia permanente.
- Camino ecológico

Un bosque ubicado en el corazón del campus.
- Camino de los árboles

Son 50 árboles plantados alrededor del campus provenientes de cinco continentes. Cuenta con carteles con información histórica, botánica, folclórica e incluso estética y bíblica.
- Área de la sequoia

Un disco de un viejo árbol de sequoia de 2000 años proveniente de California. Está ubicado a un lado de un árbol de su mismo tipo.